# Jet van Beijeren
Jet van Beijeren (Leeuwarden, 30 oktober 2004) is een  voetbalspeelster uit Nederland. Ze speelt als aanvaller voor AZ.

## Carrière
Van Beijeren begon haar carrière bij Leeuwarder Zwaluwen.
In 2018 stapte ze over naar Sc Heerenveen. Op 5 november 2021 maakte van Beijeren haar debuut voor Sc Heerenveen in de Vrouwen Eredivisie in een met 1-0 gewonnen thuiswedstrijd tegen ADO Den Haag. Van Beijeren mocht in de 89ste minuut invallen voor Kirsten McFarland. In een uitwedstrijd tegen VV Alkmaar maakte van Beijeren op 11 maart 2022 haar eerste doelpunt voor Sc Heerenveen.
Op 31 maart 2023 speelde van Beijeren met Sc Heerenveen een thuiswedstrijd tegen AFC Ajax. In deze wedstrijd wist van Beijeren Ajax-keepster Lize Kop van grote afstand te passeren. Dit doelpunt werd genomineerd voor doelpunt van het seizoen. Op 22 mei 2025 liet Van Beijeren sc Heerenveen achter zich door een contract te tekenen bij AZ.

## Statistieken
| Seizoen | Club          | Competitie         | Competitie | Competitie | Beker | Beker | Overig | Overig | Totaal | Totaal |
| Seizoen | Club          | Competitie         | Wed.       | Dlp.       | Wed.  | Dlp.  | Wed.   | Dlp.   | Wed.   | Dlp.   |
| ------- | ------------- | ------------------ | ---------- | ---------- | ----- | ----- | ------ | ------ | ------ | ------ |
| 2021/22 | sc Heerenveen | Vrouwen Eredivisie | 8          | 1          | 0     | 0     | 0      | 0      | 9      | 1      |
| 2022/23 | sc Heerenveen | Vrouwen Eredivisie | 18         | 4          | 2     | 0     | 0      | 0      | 20     | 4      |
| 2023/24 | sc Heerenveen | Vrouwen Eredivisie | 22         | 1          | 2     | 1     | 0      | 0      | 24     | 2      |
| 2024/25 | sc Heerenveen | Vrouwen Eredivisie | 18         | 3          | 2     | 1     | 0      | 0      | 20     | 4      |
| 2025/26 | AZ            | Vrouwen Eredivisie | 0          | 0          | 0     | 0     | 0      | 0      | 0      | 0      |
| Totaal  | Totaal        | Totaal             | 66         | 9          | 6     | 2     | 0      | 0      | 72     | 11     |

Laatste update: 4 augustus 2025